# Гренхен (футбольний клуб)
Футбольний клуб «Гренхен» (нім. Fussballclub Grenchen 15) — швейцарський футбольний клуб з однойменного міста, заснований у 1906 році. Виступає в Міжрегіональній лізі. Домашні матчі приймає на стадіоні «Брюль», місткістю 15 100 глядачів.

## Досягнення
- Ліга А
  - Срібний призер (4): 1938–39, 1939–40, 1941–42, 1958–59
- Кубок Швейцарії
  - Володар (1): 1959
  - Фіналіст (3): 1940, 1948, 1960.